# José Miguel de La Calle
José Miguel de La Calle Vélez (Envigado, 31 de agosto de 1755-Santa Fe de Antioquia, 26 de diciembre de 1839) fue un sacerdote y político neogranadino, que se desempeñó como quinto Presidente del Estado Libre de Antioquia, en 1814, durante la Patria Boba.

## Biografía
Nació en Envigado, a mediados del siglo XVIII, hijo de Francisco Miguel de la Calle y Sebastiana Vélez de Rivero, casados el 8 de diciembre de 1750. Estudió primero en su ciudad natal, y después en el Colegio Mayor del Rosario en Bogotá, de donde se obtuvo un doctorado en Derecho Canónico.
Fue ordenado sacerdote en Popayán el 31 de marzo de 1781 por el virrey Antonio Caballero y Góngora. Ejerció como Párroco de Rionegro entre el 6 de febrero de 1807 y el 29 de abril de 1812. Tras los sucesos del 20 de julio de 1810, se unió al movimiento independentista y fue designado miembro de la Asamblea del Estado de Antioquia en 1812, y de la Asamblea Legislativa en 1813, la cual proclamó la Independencia total de Antioquia. En abril de 1814 sucedió al dictador Juan del Corral, convirtiéndose así en el primer, y hasta ahora único, gobernante eclesiástico de Antioquia. Su mandato se extendió hasta mayo del mismo año; durante su breve gobierno sancionó la Ley sobre la Libertad de Esclavos, propuesta por José Félix de Restrepo.
Durante la reconquista tuvo que huir y esconderse en la cordillera de los Andes, siendo sus propiedades confiscadas por las autoridades españolas. Más adelante obtuvo el perdón y pudo regresar a Antioquía. En 1823, el obispo de Popayán, Salvador Jiménez de Enciso y Cobos Padilla, lo nombró como vicario superintendente de la diócesis de Antioquia y como gobernador de la Provincia eclesiástica de Antioquia; durante su gobierno eclesiástico proclamó las parroquias de Liborina (11 de febrero de 1833); Girardota (23 de mayo de 1834) y Entrerríos (3 de julio de 1835). Ejerció ambos puestos hasta su muerte en 1839.
Su amigo José Manuel Restrepo, Ministro de Gobierno de Simón Bolívar, lo propuso como Obispo de Antioquia, pero por su avanzada edad no pudo acceder al puesto.